# Michael Polite
Michael Emerette Polite (* 17. Mai 1968 in Paterson (New Jersey)) ist ein ehemaliger US-amerikanisch/schweizerischer Basketballspieler.

## Laufbahn
Polite spielte an der Mainland High School in Daytona Beach (US-Bundesstaat Florida) sowie von 1987 bis 1991 an der Florida State University in der NCAA. Für Florida State verbuchte er in 99 Einsätzen Mittelwerte von 10,8 Punkten sowie 6,8 Rebounds je Begegnung. Der zweite Meter lange Flügelspieler wechselte anschliessend ins Profilager. 
Sein erster Verein als Berufsbasketballspieler war in der Saison 1991/92 Berck Basket Club in der zweiten französischen Liga. Von 1992 bis 1994 spielte Polite im schweizerischen Fidefinanz Bellinzona und war Führungsspieler, 1994 wurde er mit der Mannschaft Landesmeister und als „Spieler des Jahres“ der Nationalliga ausgezeichnet. Er kam mit Bellinzona auch zu Einsätzen in europäischen Vereinsbewerben. Im Spieljahr 1994/95 stand er in Diensten von Fribourg Olympic.
In der Saison 1995/96 war Polite in Spanien beschäftigt und vertrat zunächst die Farben des unterklassigen Klubs UDEA Algeciras, wechselte im Laufe des Spieljahres aber in Spaniens erste Liga ACB zu Caja San Fernando. 1996 kehrte er in die Schweiz zurück. Von 1996 bis 2003 spielte er für Lugano und holte mit dem Verein in den Jahren 2000, 2001 und 2002 jeweils den Schweizer Meistertitel. Er trat mit Lugano auch im Europapokal an.
Tege Riviera Basket war sein Verein im Spieljahr 2003/04, später lief er noch für die Zweitligisten Zürich Wildcats (2009/10) sowie BC Aarau (2011/12) auf.

### Nationalmannschaft
Polite nahm im Laufe seiner Profikarriere die Schweizer Staatsbürgerschaft an und wurde in die Nationalmannschaft berufen.

### Privates
Sein Sohn Anthony schlug ebenfalls eine Leistungsbasketballkarriere ein und entschied sich gleichfalls, an der Florida State University zu spielen.